# Modesto Valle
Modesto Valle (ur. 15 marca 1893 w Biella, zm. 7 czerwca 1979 w Biella ) – włoski piłkarz występujący na pozycji obrońcy, reprezentant kraju, olimpijczyk ze Sztokholmu 1912.